# 500 kilomètres du Hungaroring FIA GT 2001
Navigation
Édition précédente
Les 500 kilomètres du Hungaroring 2001, disputées le 1er juillet 2001 sur le Hungaroring, sont la sixième manche du championnat FIA GT 2001.

## Course

### Classement de la course
| Pos.   | Catégorie | N° | Écurie                     | Pilotes                                                 | Châssis                   | Pneus | Tours/Abandon |
| Pos.   | Catégorie | N° | Écurie                     | Pilotes                                                 | Moteur                    | Pneus | Tours/Abandon |
| ------ | --------- | -- | -------------------------- | ------------------------------------------------------- | ------------------------- | ----- | ------------- |
| 1      | GT        | 3  | Team Carsport Holland      | Jeroen Bleekemolen Mike Hezemans                        | Chrysler Viper GTS-R      | M     | 102           |
| 1      | GT        | 3  | Team Carsport Holland      | Jeroen Bleekemolen Mike Hezemans                        | Chrysler 8.0L V10         | M     | 102           |
| 2      | GT        | 7  | Larbre Compétition Chéreau | Christophe Bouchut Jean-Philippe Belloc                 | Chrysler Viper GTS-R      | M     | 102           |
| 2      | GT        | 7  | Larbre Compétition Chéreau | Christophe Bouchut Jean-Philippe Belloc                 | Chrysler 8.0L V10         | M     | 102           |
| 3      | GT        | 4  | Team Carsport Holland      | Michael Bleekemolen Sebastiaan Bleekemolen              | Chrysler Viper GTS-R      | M     | 101           |
| 3      | GT        | 4  | Team Carsport Holland      | Michael Bleekemolen Sebastiaan Bleekemolen              | Chrysler 8.0L V10         | M     | 101           |
| 4      | GT        | 2  | Lister Storm Racing        | Julian Bailey Nicolaus Springer                         | Lister Storm              | M     | 101           |
| 4      | GT        | 2  | Lister Storm Racing        | Julian Bailey Nicolaus Springer                         | Jaguar 7.0L V12           | M     | 101           |
| 5      | GT        | 12 | Paul Belmondo Racing       | Boris Derichebourg Vincent Vosse                        | Chrysler Viper GTS-R      | D     | 101           |
| 5      | GT        | 12 | Paul Belmondo Racing       | Boris Derichebourg Vincent Vosse                        | Chrysler 8.0L V10         | D     | 101           |
| 6      | GT        | 11 | Paul Belmondo Racing       | Anthony Kumpen Didier Defourny                          | Chrysler Viper GTS-R      | D     | 101           |
| 6      | GT        | 11 | Paul Belmondo Racing       | Anthony Kumpen Didier Defourny                          | Chrysler 8.0L V10         | D     | 101           |
| 7      | N-GT      | 62 | JMB Competition            | Christian Pescatori David Terrien                       | Ferrari 360 Modena N-GT   | M     | 100           |
| 7      | N-GT      | 62 | JMB Competition            | Christian Pescatori David Terrien                       | Ferrari 3.6L V8           | M     | 100           |
| 8      | N-GT      | 50 | Larbre Compétition Chéreau | Patrice Goueslard Sébastien Dumez                       | Porsche 911 GT3-RS        | M     | 100           |
| 8      | N-GT      | 50 | Larbre Compétition Chéreau | Patrice Goueslard Sébastien Dumez                       | Porsche 3.6L Flat-6       | M     | 100           |
| 9      | GT        | 9  | Team A.R.T.                | Jean-Pierre Jarier François Lafon                       | Chrysler Viper GTS-R      | D     | 100           |
| 9      | GT        | 9  | Team A.R.T.                | Jean-Pierre Jarier François Lafon                       | Chrysler 8.0L V10         | D     | 100           |
| 10     | N-GT      | 54 | ART Engineering            | Fabio Babini Luigi Moccia                               | Porsche 911 GT3-RS        | P     | 99            |
| 10     | N-GT      | 54 | ART Engineering            | Fabio Babini Luigi Moccia                               | Porsche 3.6L Flat-6       | P     | 99            |
| 11     | GT        | 24 | Racing Box                 | Luca Cappellari Gabriele Matteuzzi Dominique Dupuy      | Chrysler Viper GTS-R      | D     | 99            |
| 11     | GT        | 24 | Racing Box                 | Luca Cappellari Gabriele Matteuzzi Dominique Dupuy      | Chrysler 8.0L V10         | D     | 99            |
| 12     | GT        | 10 | Paul Belmondo Competition  | Claude-Yves Gosselin Paul Belmondo                      | Chrysler Viper GTS-R      | D     | 99            |
| 12     | GT        | 10 | Paul Belmondo Competition  | Claude-Yves Gosselin Paul Belmondo                      | Chrysler 8.0L V10         | D     | 99            |
| 13     | N-GT      | 55 | Perspective Racing         | Thierry Perrier Michel Neugarten                        | Porsche 911 GT3-RS        | D     | 99            |
| 13     | N-GT      | 55 | Perspective Racing         | Thierry Perrier Michel Neugarten                        | Porsche 3.6L Flat-6       | D     | 99            |
| 14     | N-GT      | 52 | EMKA Racing                | Tim Sugden Steve O'Rourke                               | Porsche 911 GT3-R         | D     | 98            |
| 14     | N-GT      | 52 | EMKA Racing                | Tim Sugden Steve O'Rourke                               | Porsche 3.6L Flat-6       | D     | 98            |
| 15     | N-GT      | 76 | RWS Motorsport             | Giovanni Gulinelli Günther Blieninger Antonio García    | Porsche 911 GT3-R         | M     | 98            |
| 15     | N-GT      | 76 | RWS Motorsport             | Giovanni Gulinelli Günther Blieninger Antonio García    | Porsche 3.6L Flat-6       | M     | 98            |
| 16     | N-GT      | 57 | Freisinger Motorsport      | Wolfgang Kaufmann Stéphane Ortelli                      | Porsche 911 GT3-RS        | Y     | 98            |
| 16     | N-GT      | 57 | Freisinger Motorsport      | Wolfgang Kaufmann Stéphane Ortelli                      | Porsche 3.6L Flat-6       | Y     | 98            |
| 17     | N-GT      | 53 | ART Engineering            | Jirko Malchárek Andrea Bertolini                        | Porsche 911 GT3-R         | P     | 96            |
| 17     | N-GT      | 53 | ART Engineering            | Jirko Malchárek Andrea Bertolini                        | Porsche 3.6L Flat-6       | P     | 96            |
| 18     | N-GT      | 77 | RWS Motorsport             | Luca Riccitelli Jürgen von Gartzen                      | Porsche 911 GT3-RS        | M     | 96            |
| 18     | N-GT      | 77 | RWS Motorsport             | Luca Riccitelli Jürgen von Gartzen                      | Porsche 3.6L Flat-6       | M     | 96            |
| 19     | N-GT      | 51 | Larbre Compétition Chéreau | André Ahrlé Jean-Luc Chéreau                            | Porsche 911 GT3-RS        | M     | 94            |
| 19     | N-GT      | 51 | Larbre Compétition Chéreau | André Ahrlé Jean-Luc Chéreau                            | Porsche 3.6L Flat-6       | M     | 94            |
| 20     | N-GT      | 66 | Gammon Megaspeed           | Alex Li Geoffroy Horion                                 | Porsche 911 GT3-R         | M     | 91            |
| 20     | N-GT      | 66 | Gammon Megaspeed           | Alex Li Geoffroy Horion                                 | Porsche 3.6L Flat-6       | M     | 91            |
| 21     | N-GT      | 63 | JMB Competition            | Andrea Garbagnati Batti Pregliasco                      | Ferrari 360 Modena N-GT   | M     | 84            |
| 21     | N-GT      | 63 | JMB Competition            | Andrea Garbagnati Batti Pregliasco                      | Ferrari 3.6L V8           | M     | 84            |
| 22     | N-GT      | 68 | MAC Racing                 | Mario Sala Stéphane Daoudi                              | Porsche 911 GT3-RS        | D     | 71            |
| 22     | N-GT      | 68 | MAC Racing                 | Mario Sala Stéphane Daoudi                              | Porsche 3.6L Flat-6       | D     | 71            |
| 23 DNF | GT        | 21 | GLPK Racing                | Wim Daems Tamás Illés                                   | Chrysler Viper GTS-R      | D     | 95            |
| 23 DNF | GT        | 21 | GLPK Racing                | Wim Daems Tamás Illés                                   | Chrysler 8.0L V10         | D     | 95            |
| 24 DNF | N-GT      | 60 | Haberthur Racing           | Sylvain Noël Nigel Smith                                | Porsche 911 GT3-R         | D     | 93            |
| 24 DNF | N-GT      | 60 | Haberthur Racing           | Sylvain Noël Nigel Smith                                | Porsche 3.6L Flat-6       | D     | 93            |
| 25 DNF | N-GT      | 59 | Freisinger Racing          | Alexey Vasilyev Nikolai Fomenko                         | Porsche 911 GT3-R         | Y     | 67            |
| 25 DNF | N-GT      | 59 | Freisinger Racing          | Alexey Vasilyev Nikolai Fomenko                         | Porsche 3.6L Flat-6       | Y     | 67            |
| 26 DNF | GT        | 29 | Bovi Racing                | Attila Barta Ferenc Rátkai Kálmán Bódis                 | Porsche 911 GT2           | ?     | 64            |
| 26 DNF | GT        | 29 | Bovi Racing                | Attila Barta Ferenc Rátkai Kálmán Bódis                 | Porsche 3.6L Turbo Flat-6 | ?     | 64            |
| 27 DNF | N-GT      | 67 | MAC Racing                 | Thomas Pichler Raffaele Sangiuolo                       | Porsche 911 GT3-R         | D     | 63            |
| 27 DNF | N-GT      | 67 | MAC Racing                 | Thomas Pichler Raffaele Sangiuolo                       | Porsche 3.6L Flat-6       | D     | 63            |
| 28 DNF | N-GT      | 69 | Autorlando Sport           | Philipp Peter Andrea Chiesa                             | Porsche 911 GT3-RS        | P     | 60            |
| 28 DNF | N-GT      | 69 | Autorlando Sport           | Philipp Peter Andrea Chiesa                             | Porsche 3.6L Flat-6       | P     | 60            |
| 29 DNF | GT        | 19 | Reiter Engineering         | Michael Trunk Bernhard Müller                           | Lamborghini Diablo GTR    | D     | 50            |
| 29 DNF | GT        | 19 | Reiter Engineering         | Michael Trunk Bernhard Müller                           | Lamborghini 6.0L V12      | D     | 50            |
| 30 DNF | GT        | 8  | Proton Competition         | Gerold Ried Horst Felbermayr, Sr. Horst Felbermayr, Jr. | Porsche 911 GT2           | Y     | 28            |
| 30 DNF | GT        | 8  | Proton Competition         | Gerold Ried Horst Felbermayr, Sr. Horst Felbermayr, Jr. | Porsche 3.8L Turbo Flat-6 | Y     | 28            |
| 31 DNF | GT        | 1  | Lister Storm Racing        | Jamie Campbell-Walter Tom Coronel                       | Lister Storm              | M     | 20            |
| 31 DNF | GT        | 1  | Lister Storm Racing        | Jamie Campbell-Walter Tom Coronel                       | Jaguar 7.0L V12           | M     | 20            |
| 32 DNF | N-GT      | 61 | Haberthur Racing           | Mauro Casadei Stefano Zonca                             | Porsche 911 GT3-R         | D     | 18            |
| 32 DNF | N-GT      | 61 | Haberthur Racing           | Mauro Casadei Stefano Zonca                             | Porsche 3.6L Flat-6       | D     | 18            |
| 33 DNF | GT        | 15 | Prodrive All-Stars         | Rickard Rydell Alain Menu                               | Ferrari 550-GTS Maranello | D     | 17            |
| 33 DNF | GT        | 15 | Prodrive All-Stars         | Rickard Rydell Alain Menu                               | Ferrari 5.9L V12          | D     | 17            |
| 34 DNF | GT        | 28 | Wieth Racing               | Niko Wieth Franz Wieth                                  | Ferrari 550 Maranello     | Y     | 9             |
| 34 DNF | GT        | 28 | Wieth Racing               | Niko Wieth Franz Wieth                                  | Ferrari 6.0L V12          | Y     | 9             |